# Louis Philippe, Prinț de Condé
Louis Philippe Marie Léopold d’Orléans (15 noiembrie 1845 – 24 mai 1866) a fost Prinț de Condé, membru al Casei de Orléans, fiul ducelui de Aumale.

## Biografie

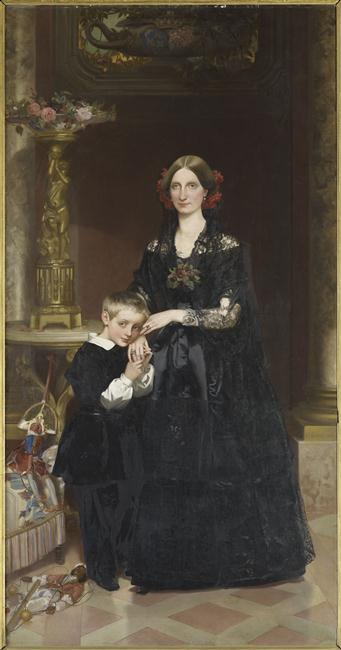
Louis d’Orléans cu mama sa, Maria Carolina Augusta de Bourbon-Două Sicilii (Victor Mottez, 1851).

Louis d’Orléans s-a născut la 15 noiembrie 1845 la Castelul Saint-Cloud, ca fiul cel mare al lui Henri d'Orléans, duce de Aumale și a soției acestuia, Prințesa Maria Carolina de Bourbon-Două Sicilii. Prin tatăl său, el a fost nepotul regelui Louis-Philippe și a reginei Maria Amalia a celor Două Sicilii. Prin mama sa, a fost strănepotul regelui Ferdinand I al celor Două Sicilii și a reginei Maria Carolina a Austriei (fiica împărătesei Maria Tereza).
La naștere a primit titlul de Prinț de Condé, ca fiul cel mare al ducelui de Aumale, moștenitor al prinților de Condé. Ultimul Condé, Louis Henri, Prinț de Condé, s-a sinucis în 1830, și a lăsat imensa sa avere tatălui lui Louis. Louis d’Orléans a fost denumit le petit Condé de către familia regală.
După izbucnirea revoluției din februarie 1848, familia lui a plecat în exil în Anglia reginei Victoria. Familia regală s-a stabilit la Twickenham unde a cumpărat o casă care va deveni „Casa de Orléans”. A studiat la Royal High School din Edinburgh, unde l-a avut ca profesor pe Leonhard Schmitz.

### Călătoria în Australia
Când Louis d’Orléans a împlinit 20 de ani, tatăl său a organizat pentru el un tur al lumii de 18 luni. În opinia tatălui, o călătorie dincolo de granițele Europei ar fi îmbunătățit sănătatea precară a fiului. Împreună cu medicul său, Paul Gingeot, și vărul său, Prințul Ferdinand, Duce de Alençon, Louis d’Orléans a început călătoria la 4 februarie 1866, îmbarcându-se la Southampton pe Mongolia, un vas de pasageri deținut de un armator britanic. Itinerariul era: Egipt, Ceylon, Australia, Noua Zeelandă, Java, China, Japonia și India. Louis d’Orléans era în special interesat de Australia datorită naturii sale exotice de care era fascinat.
Deoarece Canalul Suez nu era încă finalizat în 1866, după sosirea sa la Alexandria, a călătorit cu trenul via Cairo spre Suez, apoi a luat un vas mai mic, Bengal, o altă navă de pasageri deținută de același armator britanic, continuându-și călătoria numai cu doctorul Gingeot, vărul său părăsind grupul în Egipt pentru a merge la Manila.
La 8 aprilie, Bombay a ajuns în golful King George Sound, de pe costa de vest a Australiei, apoi Louis a mers pe uscat la Albany. La 13 aprilie Bombay a intrat în portul Melbourne. Louis, care voia să ajungă la Sydney cât mai curând posibil, a decis să viziteze orașul pe drumul de întoarcere. Bombay a continuat să navigheze de-a lungul coloniilor din Asutralia de Sud, Victoria și New South Wales, pe lângă Cape Howe și Alpii Australieni.
La 16 aprilie 1866, Bombay a ancorat în portul Jackson. d’Orléans a fost foarte impresionat de oraș și l-a comparat cu vechile orașe din întreaga lume.
Deși mai multe persoane, inclusiv guvernatorul din New South Wales, Sir John Young, i-a oferit lui Louis d'Orléans și tovarășului său de călătorie condiții mai bune de cazare, el a decis să stea la hotelul Petty situat nu departe de biserica Saint-Philippe din Sydney. În următoarele cinci săptămâni, d’Orléans, a cărui sănătate s-a îmbunătățit semnificativ, a mers la  diverse ocazii sociale, a vizitat Universitatea din Sydney, muzeul, grădina regală botanică și spitalul din Sydney. A făcut excursii la  Parramatta, Windsor și Kurrajong.

### Deces
La 12 mai 1866 el a primit vestea morții bunicii sale, Maria Amalia a celor Două Sicilii, care l-a afectat grav; acest lucru împreună cu o răceală i-au agravat considerabil sănătatea. Dr. Gingeot i-a ordonat să se odihnească, însă d’Orléans a ignorat recomandarea.
După o ameliorare de scurtă durată, din nou sănătatea lui s-a deteriorat rapid, astfel încât doctorul Gingeot a solicitat opinia unui al doilea medic. În seara zilei de 24 mai, Louis d'Orléans a murit de tuberculoză la Sydney, în prezența doctorului Gingeot, a valetului său și a arhidiaconului McEnroe.
După decesul său, titlul de Prinț de Condé n-a mai fost deținut de nimeni.